# Klaus Rinke
Pour les articles homonymes, voir Rinke.

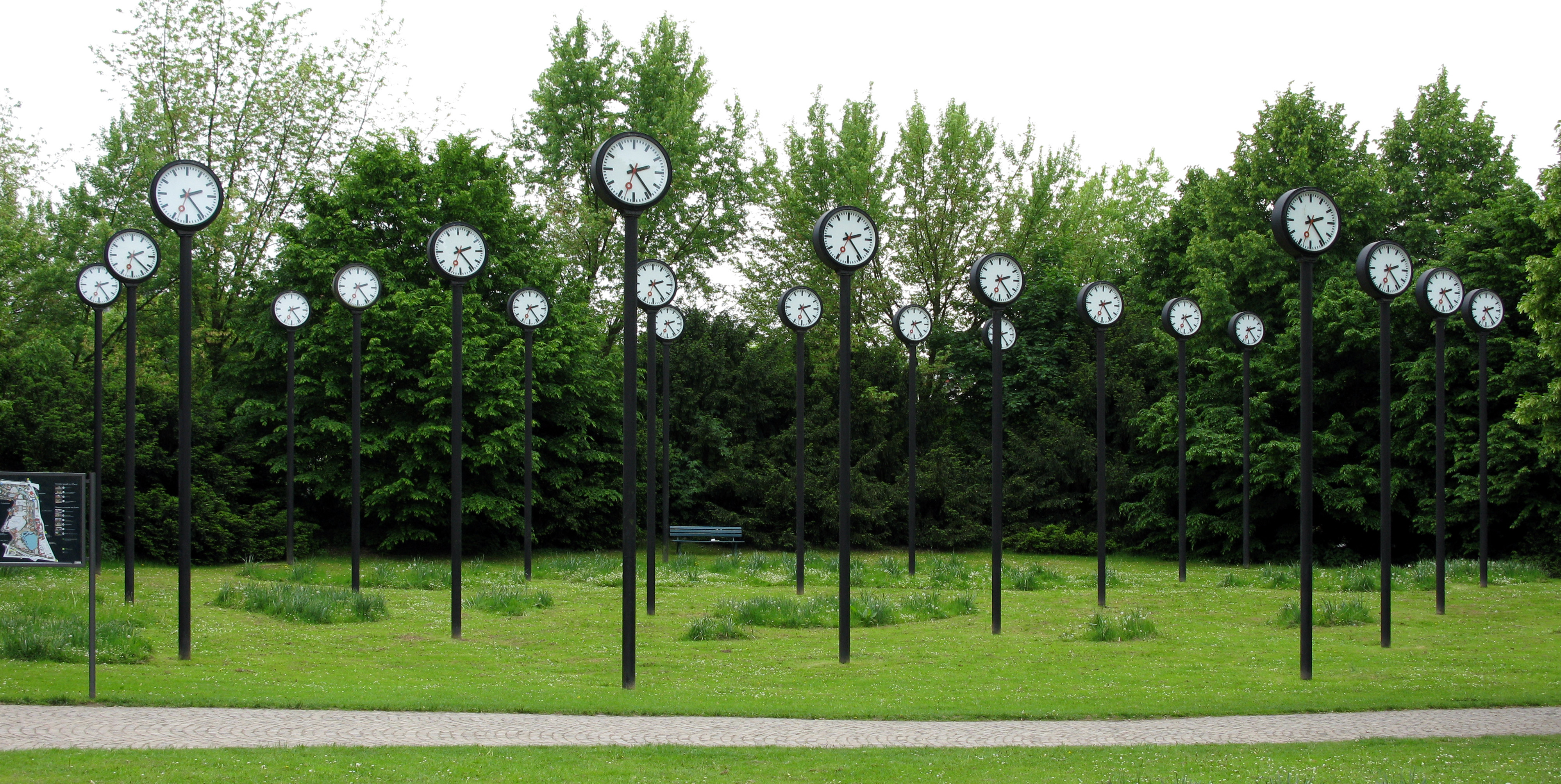
Zeitfeld (1987), une installation dau Südpark de Düsseldorf

Klaus Rinke, né le 29 avril 1939 à Wattenscheid, est un artiste contemporain allemand. Il est sculpteur, peintre, dessinateur, photographe et performeur.

## Biographie
Klaus Rinke est né le 29 avril 1939 à Walterscheid.
Il a fait ses études à la Folkwang Schule de Essen de 1957 à 1960. Après un séjour à Paris et Reims, il retourne vivre en Allemagne en 1964 en se rendant compte de l'effervescence de la scène artistique de Düsseldorf et y emménage en 1965. En 1973, Klaus Rinke est recruté par Norbert Kricke pour enseigner la sculpture à la Kunstakademie Düsseldorf.
Klaus Rinke a exposé dans les plus grands musées et institutions du monde; documenta Cassel (1972 et 1977), Biennale de Venise (1972 et 1977), MOMA à New York (1970 et 1973), 12e Biennale de São Paulo (1973), Tate Gallery de Londres (1973), Centre Pompidou à Paris (1985), Skulpturenpark Walfrieden - Tony Cragg foundation (2017) et CCCOD de Tours (2017).
Il vit et travaille entre Linz (Autriche) et Los Angeles (États-Unis).

## Expositions
- 1969 : Galerie Konrad Fischer, Düsseldorf.
- 1972 : Klaus Rinke. Der Versuch meine Arbeiten zu erklären, Kunsthalle Tübingen[5].
- 1972 : Biennale de Venise, Venise.
- 1972 : documenta 5, Cassel.
- 1973 : Museum of Modern Art (MoMA).
- 1975 : Museum Wiesbaden.
- 1976 : Museum Wiesbaden.
- 1977 : Biennale de Venise, Venise.
- 1977 : documenta 6, Cassel
- 1985 : Instrumentarium, Centre Pompidou, Paris.
- 1992 : Kunsthalle Düsseldorf.
- 2006 : Hagia Sophia Museum, Istanbul (Einzelausstellung).
- 2011 : musée Städel, Francfort-sur-le-Main.
- 2016 : The memories belong to me, Thomas Brambilla Gallery, Bergame, Italie[6].
- 2017 : Solo Show, Art Basel Unlimited, Bâle, Suisse.
- 2017 : Derzeit, Skulpturenpark Waldfrieden, Wuppertal, Germany[4].
- 2017 : Instrumentarium, The Nave, CCCOD Tours, France[7].
- 2017:  Dusseldorf mon amour, CCCOD Tours, France[8].

### Presse
- « Arts : Klaus Rinke en son château », Le Monde,‎ 29 novembre 2017 (lire en ligne).